# John Ensign
John Eric Ensign (25 de marzo de 1958) es un político estadounidense, miembro del Partido Republicano y senador de Nevada en el Congreso de Estados Unidos desde 2001.

## Biografía
John Ensign nació el 25 de marzo de 1958 en Roseville (California) antes de que su familia se trasladase a Nevada.
Además de veterinario, es también un hombre de negocios, y ha abierto en Las Vegas un hospital para animales, abierto las 24 horas.
En 1994, se lanza a la política y es elegido en la Cámara de los Representantes de Estados Unidos. Es reelegido en 1996.
En 1998, se presentó a las elecciones para el puesto de senador de Nevada en el Congreso de Estados Unidos, pero fue derrotado por el titular demócrata, Harry Reid, por solo 428 votos.
En 2000, se vuelve a presentar al puesto de senador. Esta vez vence a su rival demócrata Ed Bernstein por un margen de 55%-40%, y pasa a ocupar el asiento del senador demócrata Richard Bryan.
Según el lobby "American Conservative Union", Ensign es, junto con Chuck Hagel (Nebraska) y Don Nickles (Oklahoma) uno de los senadores más conservadores del Congreso en 2003.
La mañana del 30 de enero de 2006, Ensign y su ayudante son heridos de levedad en un accidente de tráfico en Las Vegas.
En 2006, se presenta a un nuevo mandato de senador, pese a tener una tasa de aprobación de solo el 49%.
El 7 de noviembre de 2006, es reelegido con el 55% de los votos, contra el 41% obtenido por Jack Carter, hijo del expresidente Jimmy Carter.